# Rocca de’ Baldi
Rocca de’ Baldi ist eine Gemeinde in der italienischen Provinz Cuneo (CN), Region Piemont.

## Lage und Einwohner
Rocca de’ Baldi liegt 21 km östlich von der Provinzhauptstadt Cuneo entfernt auf einer Höhe von 414 Meter über dem Meer. Das Gemeindegebiet umfasst eine Fläche von 26,40 km² und hat 1575 Einwohner (Stand 31. Dezember 2023). Das Gemeindegebiet wird von der Eisenbahnstrecke Turin-Fossano-Savona durchquert. Wenige Kilometer von der Stadt entfernt befindet sich der Bahnhof Roccadebaldi der Bahnstrecke Cuneo-Mondovì, dessen Verkehr seit 2012 eingestellt worden ist. Die Gemeinde liegt an der Strada Statale 28 del Colle di Nava.
Die Nachbargemeinden sind Magliano Alpi, Mondovì, Morozzo und Sant’Albano Stura.

## Geschichte

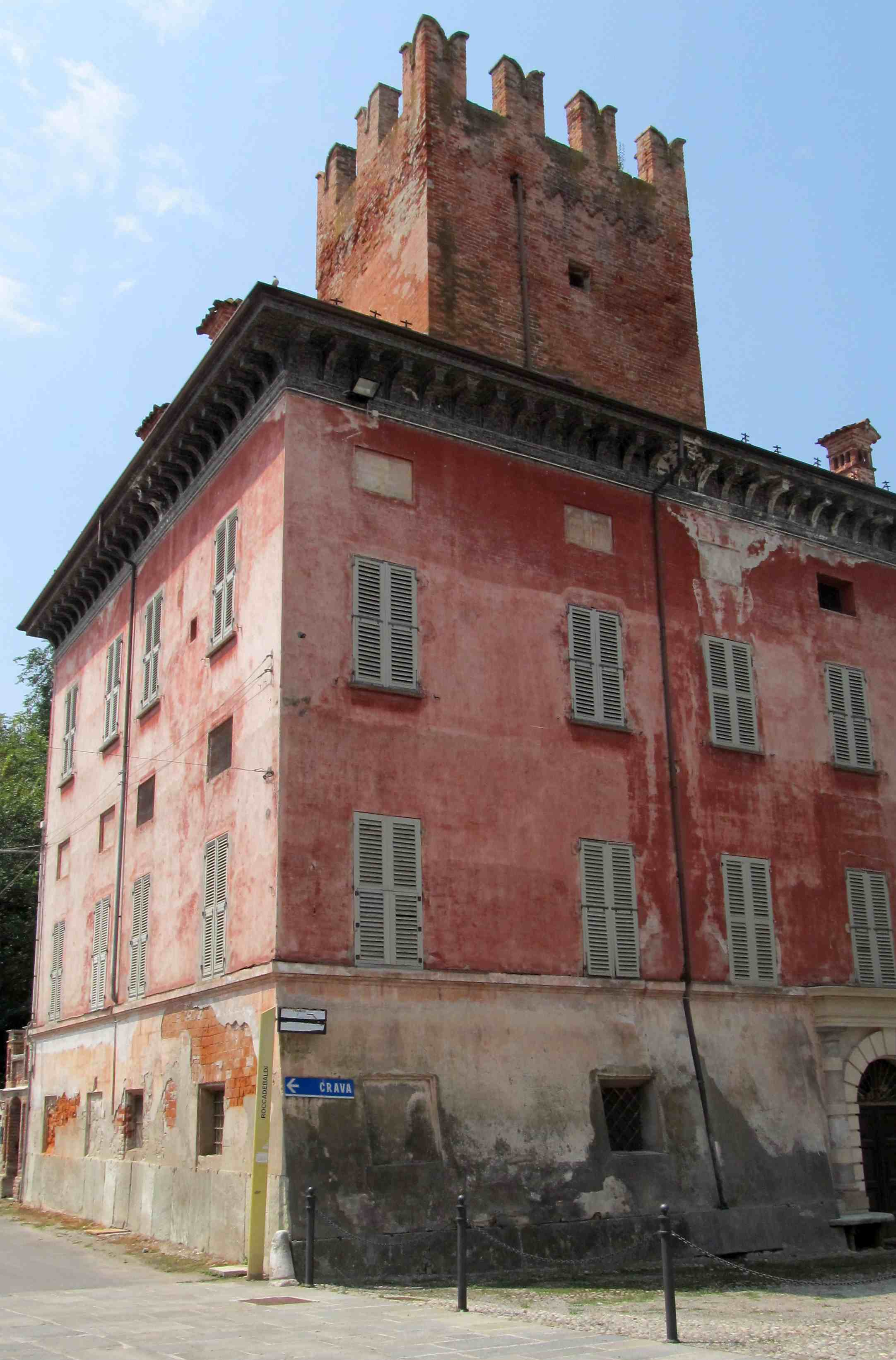
Die Burg von Rocca de'Baldi

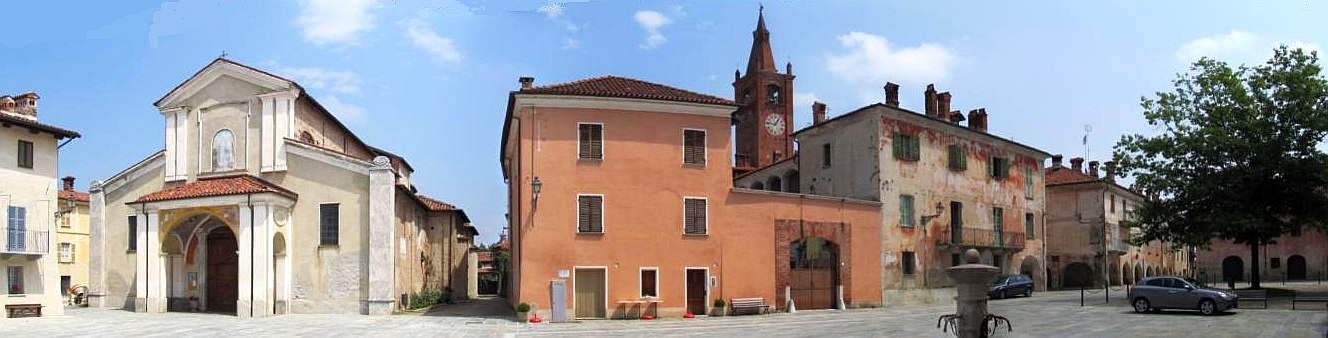
Panorama

Die mittelalterlichen Zeugnisse von 1247 zum Ortsnamen berichten von „Rocha Ubaudi“, dann „Rochabaudi“, „Roca de Baudis“, schließlich „Rocha Baldorum“. In der nachkarolingischen Zeit war es Teil des Bredulo-Komitees und unterstand der Diözese Asti, die auf ziviler Ebene von der Familie Morozzo kontrolliert wurde. Im 12. Jahrhundert ließ Ubaldo von den Herren von Morozzo eine Festung mit dem Namen „Rupe Ubaudi“ errichten. Im Jahr 1240, mit der Entstehung der freien Gemeinde Mondovì, wurde es zusammen mit der Burg dem Moregalesischen „Districtus“ einverleibt, unter dessen Kontrolle es bis zu dessen Auflösung aufgrund der Auferlegung der Savoyer blieb. Während der Anjou-Herrschaft wurde es dem Markgrafen Guglielmo di Ceva belehnt, doch 1338, mit der Gründung der neuen Diözese Mondovì, fiel es zusammen mit dem gesamten Bezirk unter dessen Gerichtsbarkeit. Im Jahr 1397 gelangte es in den Besitz von Valentina Visconti, der Frau von Ludovico, Herzog von Orleans, und ging dann im 15. Jahrhundert endgültig an die Savoyer über. 
Aus historisch-architektonischer Sicht sind die Pfarrkirche San Marco aus dem 16. Jahrhundert mit einem wertvollen Hochaltar im Barockstil, die Crocetta-Kapelle in der Nähe des Friedhofs, geschmückt mit wertvollen Fresken aus dem 14. und 15. Jahrhundert von Bedeutung. Ebenso die Kapelle San Rocco, in deren Inneren sich ein wunderschön erhaltenes Fresko aus dem 16. Jahrhundert befindet, das die Madonna darstellt und schließlich die Pfarrkirche Maria Vergine Assunta mit ihrer neoklassizistischen Fassade.
Auch die Burg zählt zu den historisch Erbschaften. Der ursprüngliche Kern der Burg stammt aus dem 13. Jahrhundert und der ghibellinische Zinnenturm aus dieser Zeit ist noch sichtbar, der Teil der Dorfmauern war. Der Eingang zum Dorf bestand wahrscheinlich aus einem ersten Zugang an der Kreuzung, an der sich die Crocetta-Kapelle befindet, und einer Tür hinter dem Verteidigungsgraben, der neben der Burg noch sichtbar ist. Im 16. Jahrhundert mehrmals zerstört, ging es 1643 von der Familie Savoia Acaja an die Markgrafen Morozzo über, die es in den folgenden Jahren sowohl zur Straße hin als auch in den Innenräumen ausbauten. Der wichtigste Eingriff erfolgte 1710 durch den Architekten Francesco Gallo, der für den sogenannten rosa Flügel verantwortlich zeichnete. Die Markgrafen von Morozzo bewohnten das Schloss bis 1823, danach kam es zu mehreren Besitzerwechseln.

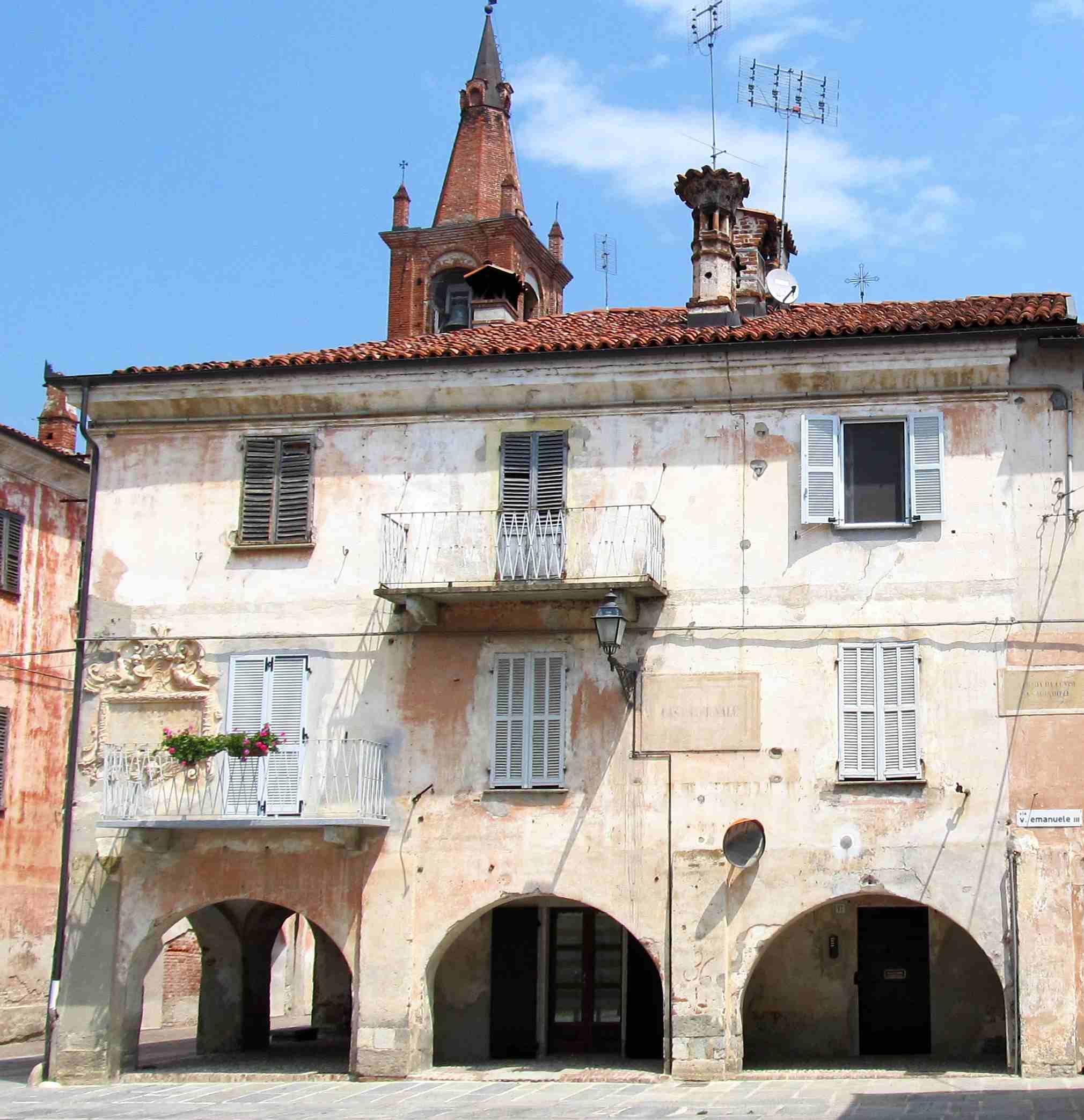
Das Alte Rathaus

Von 1923 bis 1973 befand sich auf dem Schlossgelände die Landwirtschaftskolonie der Kriegswaisen. Das Schloss ist jetzt Eigentum der Gemeinde, beherbergt das historisch-ethnografische Museum Augusto Doro und ist Teil der Liste der offenen Schlösser des unteren Piemont. Im Schlosspark wurde vom Landwirtschaftskomitee Mondovì ein Obstgarten mit lokalen historischen Obstsorten aus der Region Monregalese angelegt. 